# Siegfried Heinrich Aronhold
Siegfried Heinrich Aronhold (Angerburg, 1819 – Berlino, 1884) è stato un matematico tedesco.
Docente a Berlino dal 1860, ebbe il merito di introdurre con altri matematici come Arthur Cayley, Alfred Clebsch e Paul Gordan il metodo simbolico.